# Heinz Mohnen
Heinz Mohnen (* 11. März 1914 in Köln; † 17. Juni 2005 ebenda) war ein deutscher Jurist und Oberstadtdirektor von Köln.

## Leben
Nach dem Besuch des Schiller-Gymnasiums in Köln-Ehrenfeld studierte Heinz Mohnen in Köln Jura. 1938 wurde er promoviert und bestand 1940 die große Staatsprüfung. 1933 trat er der SA und 1937 der NSDAP bei. Nach Kriegsdienst und Gefangenschaft folgte im April 1946 seine Ernennung zum Richter am Landgericht Köln. Heinz Mohnen wirkte hier zuletzt als stellvertretender Vorsitzender der 5. Zivilkammer. Zum Referenten der Gesetzgebungsabteilung im nordrhein-westfälischen Justizministerium wurde er im Januar 1951 berufen. Schließlich wurde er Präsident des Landesarbeitsgerichts in Hamm und im Januar 1957 Präsident des Amtsgerichts Köln. Im Oktober 1964 wurde Heinz Mohnen zum Honorarprofessor an der rechtswissenschaftlichen Fakultät der Universität zu Köln ernannt.

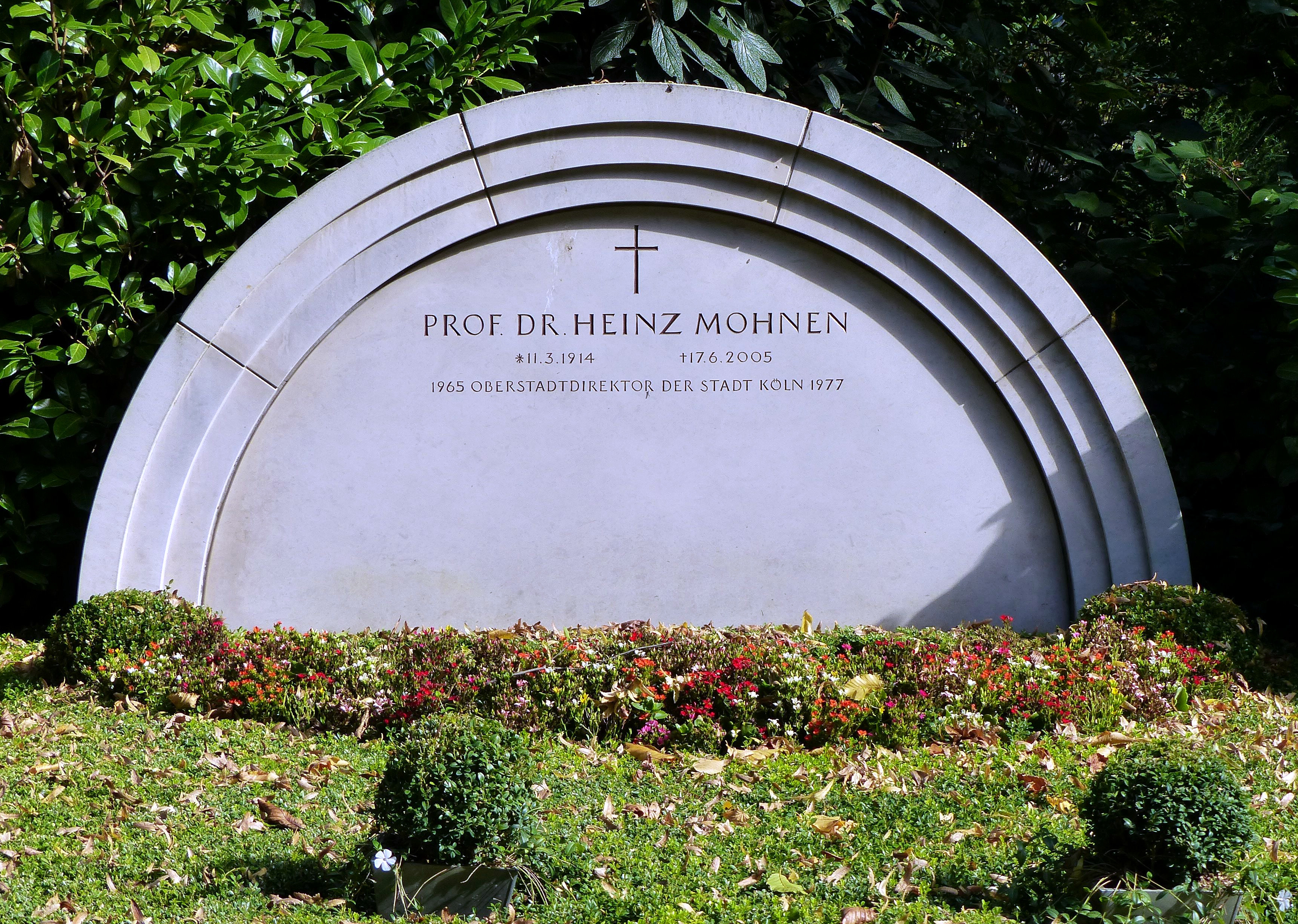
Grabmal auf dem Friedhof Melaten (2013)

Im Dezember 1964 wurde Heinz Mohnen (SPD) Stadtdirektor der Stadt Köln. Am 1. Oktober 1965 erfolgte seine Ernennung zum Oberstadtdirektor von Köln für zwölf Jahre. Während seiner Amtszeit setzte er sich besonders für den Wohnungsbau ein. In seine Amtszeit fielen der Bau des Römisch-Germanischen Museums und des Müngersdorfer Stadions sowie die Einweihung der Zoobrücke 1966, die Eröffnung des Rautenstrauch-Joest-Museums 1967, der Wiederaufbau des Historischen Rathauses von 1968 bis 1972 sowie die kommunale Gebietsreform, in deren Zuge 1975 mit dem Köln-Gesetz Gemeinden und Städte aus dem Umland nach Köln eingemeindet wurden.
Nach seiner Amtszeit als Oberstadtdirektor engagierte sich Heinz Mohnen ehrenamtlich im Kuratorium des Evangelischen Krankenhauses Köln-Weyertal, im Vorstand des Kölner Haus- und Grundbesitzervereins und im Kölner Rennverein.
Heinz Mohnen starb im Alter von 91 Jahren. Seine Grabstätte befindet sich auf dem Kölner Melaten-Friedhof.
Im Jahr 2011 wurde im Kölner Stadtteil Sülz ein Platz nach ihm benannt. 2019 durchgeführte Recherchen des NS-Dokumentationszentrum der Stadt Köln zur Biographie Mohnens während der NS-Zeit kamen zu dem Ergebnis, dass Mohnen sich aktiv in den Dienst des NS-Regimes gestellt hatte. Daher empfahl die Stadtverwaltung der Bezirksvertretung Lindenthal den Platz umzubenennen. Mit Wirkung zum 14. Oktober 2020 wurde der Platz in Platz der Kinderrechte umbenannt.

## Ehrungen
- 1994: Verdienstorden des Landes Nordrhein-Westfalen[4]
- 1977: Großes Verdienstkreuz des Verdienstordens der Bundesrepublik Deutschland
- Bundesverdienstkreuz 1. Klasse
- Kronenkreuz des Diakonischen Werks der evangelischen Kirche
- Ehrenritter des Johanniterordens
- Commendatore dell’Ordire al Merito della Republica Italiana